# Ciandam
Ciandam is een bestuurslaag in het regentschap Cianjur van de provincie West-Java, Indonesië. Ciandam telt 5606 inwoners (volkstelling 2010).